# Doylestown (Pennsylvania, Bucks County)
Doylestown ist ein Borough im Bucks County im US-Bundesstaat Pennsylvania und County Seat. Die Stadt liegt 55 km nördlich von Philadelphia. Das U.S. Census Bureau hat bei der Volkszählung 2020 eine Einwohnerzahl von 8.300 ermittelt.

## Geschichte
Die Anfänge der Stadt Doylestown gehen auf das Jahr 1745 zurück, als William Doyle die Erlaubnis erhielt, eine Gaststätte an der Stelle zu bauen, wo sich heute Main und State Street kreuzen. Diese war für viele Jahre als "William Doyle's Tavern" bekannt und befand sich an der strategisch günstigen Stelle der Kreuzung der Straße zwischen Swede's Ford (Norristown) und Coryell's Ferry (New Hope) (heute U.S. Highway 202) mit der Straße von Philadelphia nach Easton (heute Pennsylvania State Route 611). Der Weiler blühte auf und entwickelte sich zu einem Dorf. Die erste Kirche wurde 1815 erbaut.
Während des ersten Jahrzehnts des 19. Jahrhunderts wuchs die Unzufriedenheit mit dem damaligen Sitz des Bucks County, weil Newtown nicht zentral gelegen war, und 1813 wurde der County Seat in das mehr zentral gelegene Doylestown verlegt. Um das neue Courthouse herum entwickelte sich eine Häuserzeile, in der sich Rechtsanwälte und Verwaltungsbüros befanden. Eine positive Folge der Investitionen im Zusammenhang mit der Verwaltungsumsiedlung war der Aufbau der Feuerwehr.
1838 wurde Doylestown als Borough eingetragen.
Eine elektrische Telegraphenstation wurde 1846 eingerichtet und 1856 reichte eine Zweiglinie der North Pennsylvania Railroad bis nach Doylestown. Die ersten Gaslampen wurden 1854 aufgestellt. Aufgrund der relativen Höhe der Stadt und des damit verbundenen Mangels an Wasserkraft kam es nicht zu einer grundlegenden industriellen Entwicklung und Doylestown entwickelte sich zu einer Stadt, deren Charakter durch Handwerk und Wohngebiete geprägt war.
In der Mitte des 19. Jahrhunderts wurden mehrere große Häuserzeilen östlich des Courthouses in Stadtviertel geteilt. Nach dem Sezessionskrieg erfolgte der nächste Entwicklungsschub, als ein 30 Acre großes Anwesen südöstlich des Stadtkerns für Siedlungszwecke aufgeteilt wurde.
1869 gründete die Stadt ein Wasserwerk und 1878 wurde eine Telefonleitung eingerichtet. Im selben Jahr entstand ein neues Courthouse. 1897 wurde die erste von mehreren Trolleylinien eingerichtet, die Doylestown mit Willow Grove, Newtown und Easton verbanden. Eine privat betriebene Abwasserentsorgungs- und Kläranlage wurde 1903 genehmigt und 1921 durch die Stadt übernommen.
Zu Beginn des 20. Jahrhunderts wurde die Stadt durch das von Henry Chapman Mercer gegründete Museum Tools of the Nation-Maker Museum bekannt, das heute von der Bucks County Historical Society getragen wird. Mercer konstruierte das Gebäude aus Stahlbeton 1916, um seine Sammlung mechanischer Werkzeuge und Utensilien aufzubewahren. Bei seinem Tod 1930 vermachte er ebenfalls sein ähnlich gebautes Wohnhaus Fonthill und den benachbarten Museumsbetrieb Moravian Pottery and Tile Works.
1931 hatte der Aufstieg des Automobils und das verbesserte Highwaysystem zur Einstellung der letzten Trolleylinie geführt, und die Doylestowner waren gezwungen, auf das Auto als primäres Verkehrsmittel in der Region umzusteigen. Während der Weltwirtschaftskrise verfielen viele der ein Jahrhundert zuvor erbauten prächtigen Häuser. In den 1930er Jahren erweiterte die Stadt ihre Fläche nach Norden.
Im ersten Jahrzehnt nach dem Zweiten Weltkrieg blühte die örtliche Wirtschaft. Während der 1940er Jahre wurden die Straßen zum ersten Mal seit mehr als 20 Jahren mit einem neuen Belag versehen und 1948 wurden Parkuhren eingeführt. In den 1950er Jahren entstanden 550 neue Wohnhäuser, und der Boom setzte sich auch in den 1960er und 1970er Jahren fort, als insgesamt mehr als 1600 Neubauten entstanden und die Einwohnerzahl von 5917 im Jahr 1960 auf 8717 im Jahr 1980 stieg.
Wie in vielen Kleinstädten des Landes brachte das Wachstum der Städte in den Jahrzehnten nach dem Krieg einen neuen Wettbewerber für den zentralen Geschäftsbezirk – die Shopping Mall. Das Ergebnis war in Doylestown in den 1960er Jahren durch zahlreiche leerstehende Gebäude und baufällige Ladenfronten im Stadtzentrum sichtbar. Die Entwicklungsbehörde des County reagierte darauf mit einem Erneuerungsprogramm, das den Abriss von 27 historischen Gebäuden vorsah. Das örtliche Gewerbe war mit einem derartigen flächendeckenden Abrissprogramm nicht einverstanden und setzte einen eigenen Plan zur Erneuerung des Zentrums durch. Die Initiative war erfolgreich, da das historische Zentrum gerettet werden konnte und die wirtschaftliche Situation der Geschäfte verbessert wurde. Nicht gerettet werden konnte das damals 80 Jahre alte Courthouse mit dem Uhrturm, das in den frühen 1960er Jahren durch das heutige Gebäude ersetzt wurde.
Ende der 1980er Jahre machte sich ein neuer Trend bemerkbar. Der zentrale Geschäftsbezirk litt nun unter der starken Konkurrenz von Einkaufszentren, die auf der grünen Wiese entstanden. Verstärkt wurde dies durch die Rezession, die insbesondere die nordöstlichen Bundesstaaten betraf. Der Stadtrat bildete eine Arbeitsgruppe, deren Aufgabe es war, das Stadtzentrum attraktiver zu machen. Nach 1992 wurde das Straßenbild verbessert, indem gusseiserne Straßenlampen aufgestellt, die Straßen gepflastert und die Häuserfassaden erneuert wurden.
Im Laufe der 1990er Jahre wandelte sich das Stadtzentrum und sprach nun eher nichtansässige Besucher als Zielgruppe an. Doylestown war schon länger ein Ausflugsziel, und die Wohlhabenden aus Philadelphia und New York City unterhielten Landsitze in dem Gebiet, auf denen sie teilweise den Sommer verbrachten. Die Museen Mercers und die Wallfahrtskirche erzeugten eine gleichmäßige Zahl von Kurzzeitbesuchern. Das County-Theater im Art déco wurde renoviert und wiedereröffnet. Eine neue Bibliothek und eine Kunsthalle entstanden auf den Ruinen des alten Gefängnisgebäudes. Nachdem die Anerkennung als resort town zu einer Lockerung der Vorschriften für den Alkoholausschank geführt hatte, füllten sich vakante Gewerbeflächen mit Bars und Restaurants.
Diese Entwicklung ging mit der allgemeinen Entwicklung der Region einher. Die Metropolregion Philadelphia weitete sich vom Süden bis in die Mitte des Bucks Countys aus und auf den Feldern und Farmen rund um die Stadt wuchsen Wohnsiedlungen. Durch diese Entwicklung gelangten Tausende von neuen Einwohnern in die Gegend. Diese neuen Stadtviertel besaßen jedoch keine etablierten Treffpunkte oder erkennbare Ortszentren. Doylestown, das zentraler gelegen ist als das am Delaware River gelegene New Hope, erfüllte diese Funktion traditionell und wurde so ein regionales Zentrum für Kultur und Nachtleben.
1900 lebten in der Stadt 3034 Personen und 1910 war die Einwohnerzahl auf 3304 gestiegen. Zum Zeitpunkt des United States Census 2000 lebten im Borough 8227 und in der Township 16.747 Bewohner.

## Söhne und Töchter der Stadt
- Pearl S. Buck (1892–1973, Schriftstellerin)
- Justin Guarini (* 1978, Pop-Sänger)
- Oscar Hammerstein II (1895–1960, Musical-Autor)
- Margaret Mead (1901–1978, Anthropologin)
- Henry Chapman Mercer (1856–1930, Architekt und Archäologe)
- James A. Michener (1907–1997, Schriftsteller)
- Jarl Mohn (* 1951), Journalist und Medienunternehmer
- Alecia Beth Moore alias P!nk (* 1979, Pop-Rock-Sängerin)
- Neal Woodman (* 1958, Paläontologe und Mammaloge)

## Kultur und Sehenswürdigkeiten

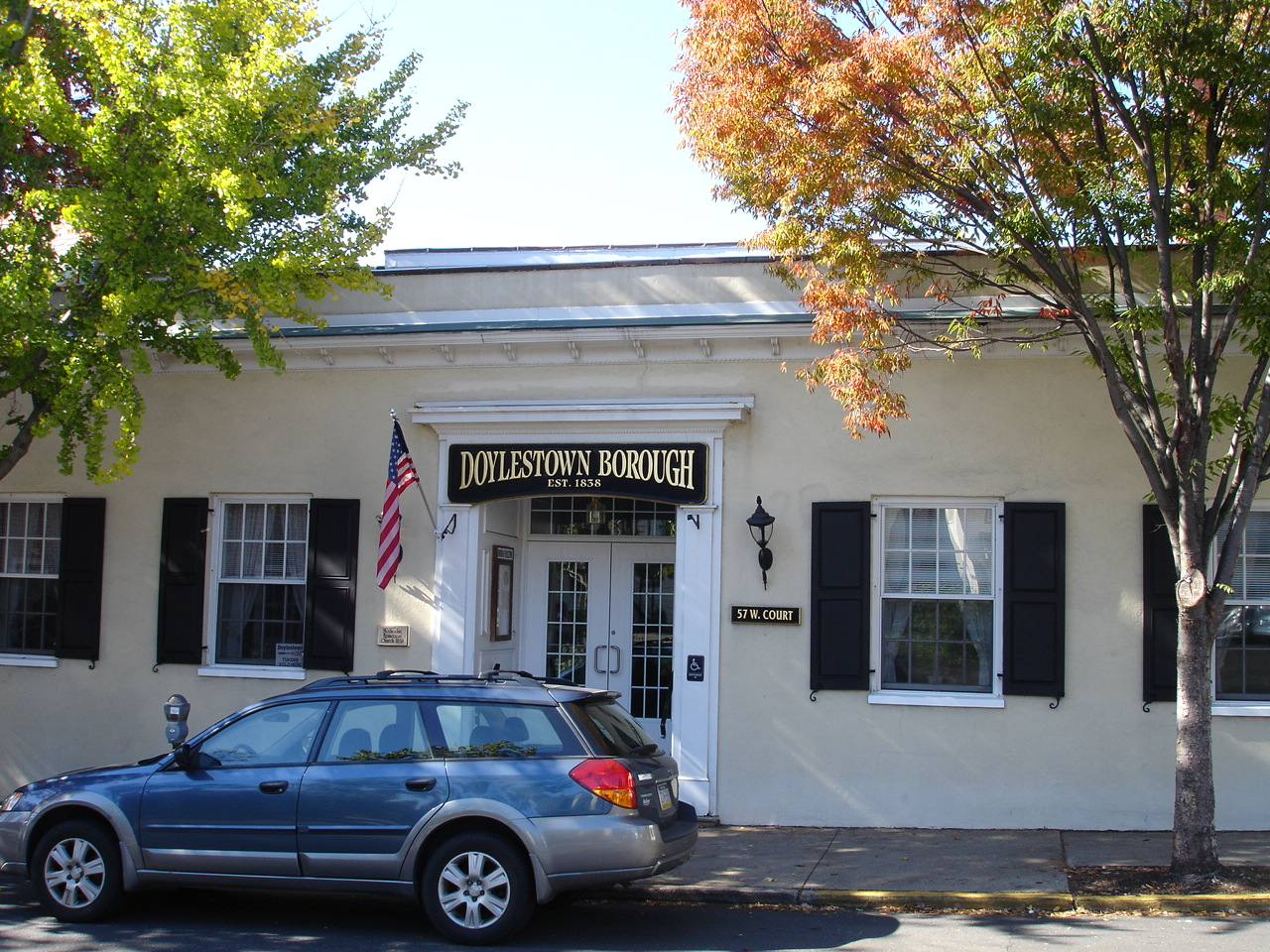
Borough Hall of Doylestown, PA

Doylestown verfügt über drei von Henry Chapman Mercer gebaute Gebäude. Das Mercer Museum, ein Bauwerk aus Schüttbeton, ist die Heimat der Sammlungen Mercers von Artefakten aus der Frühzeit Amerikas. Es beherbergt auch eine Sammlung, die den Titel „Tools of the Nation Maker“ trägt und eine der wichtigsten Sammlungen ihrer Art in der Welt ist. Durch die Bucks County Historical Society wird auch die Spruance Library unterhalten, die das Museum ergänzt. Fonthill (auch als Mercer’s Castle bekannt) war das Wohnhaus Mercers und beherbergt seine weltweit gesammelten Artefakte. Die funktionsfähige Töpferei Moravian Pottery and Tile Works zeigt Werkzeuge und Techniken, die von den Pennsylvania Dutch im 18. und 19. Jahrhundert verwendet wurden.
Das frühere Gefängnis, das auf der gegenüberliegenden Straßenseite des Museums liegt, wurde in das James A. Michener Art Museum umgewandelt.
Doylestown befindet sich in der Nähe eines Wallfahrtsortes der polnischstämmigen US-Amerikaner. Die römisch-katholische Kirche National Shrine of Our Lady of Czestochowa beherbergt ein Gemälde der Schwarzen Madonna von Częstochowa in Polen.
Ebenfalls in Doylestown steht das historische Gebäude The Fountain House.

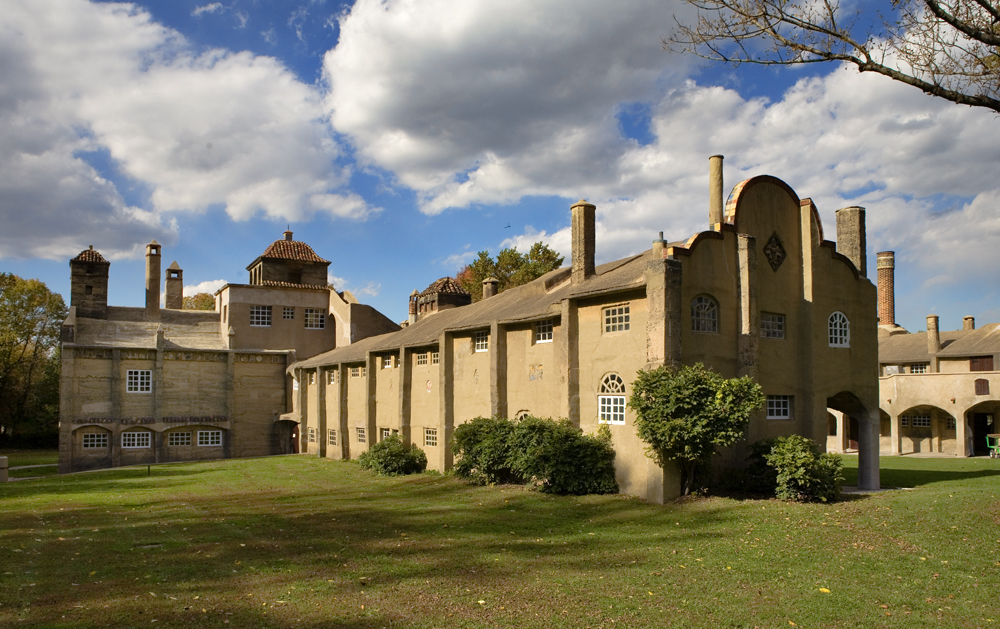
Die Moravian Pottery and Tile Works sind seit Juni 1972 als Gebäude im NRHP eingetragen und gehören zum Historic District Fonthill, Mercer Museum and Moravian Pottery and Tile Works.

Zehn Bauwerke und Stätten in der Stadt sind insgesamt im National Register of Historic Places (NRHP) eingetragen (Stand 16. Oktober 2020), wobei die Fonthill, Mercer Museum and Moravian Pottery and Tile Works ein Historic District sind und den Status eines National Historic Landmarks haben.

## Bildung
In Doylestown befinden sich verschiedene Bildungseinrichtungen, die zum Central Bucks School District gehören. Im Stadtgebiet befinden sich zwei Elementaryschools (Doyle Elementary und Linden Elementary), eine Middleschool (Lenape Middle School) und eine Highschool (Central Bucks West Highschool).
Außerdem befindet sich in Doylestown der Campus des Delaware Valley College, das nach wie vor in erster Linie eine Landwirtschaftsschule ist.

## Geographie
Nach den Angaben des United States Census Bureaus hat der Borough eine Fläche von 5,6 km², die vollständig auf Land entfallen.

## Demographie
Zum Zeitpunkt des United States Census 2000 bewohnten Doylestown 8227 Personen. Die Bevölkerungsdichte betrug 1477,4 Personen pro km². Es gab 4055 Wohneinheiten, durchschnittlich 728,2 pro km². Die Bevölkerung bestand zu 95,24 % aus Weißen, 1,30 % Schwarzen oder African Americans, 0,11 % Native Americans, 1,42 % Asians sowie 0,07 % Pacific Islanders. 0,43 % gaben an, anderen Rassen anzugehören und 0,63 % nannten zwei oder mehr Rassen. 1,20 % der Bevölkerung erklärten, Hispanos oder Latinos jeglicher Rasse zu sein.
Die Bewohner Doylestowns verteilten sich auf 3952 Haushalte, von denen in 19,0 % Kinder unter 18 Jahren lebten. 39,0 % der Haushalte stellten Verheiratete, 7,2 % hatten einen weiblichen Haushaltsvorstand ohne Ehemann und 51,7 % bildeten keine Familien. 44,4 % der Haushalte bestanden aus Einzelpersonen und in 22,8 % aller Haushalte lebte jemand im Alter von 65 Jahren oder mehr alleine. Die durchschnittliche Haushaltsgröße betrug 1,98 und die durchschnittliche Familiengröße 2,82 Personen.
Die Stadtbevölkerung verteilte sich auf 16,5 % Minderjährige, 5,7 % 18–24-Jährige, 28,8 % 25–44-Jährige, 23,5 % 45–64-Jährige und 25,4 % im Alter von 65 Jahren oder mehr. Das Durchschnittsalter betrug 44 Jahre. Auf jeweils 100 Frauen entfielen 79,3 Männer. Bei den über 18-Jährigen entfielen auf 100 Frauen 75,7 Männer.
Das mittlere Haushaltseinkommen in Doylestown betrug 46.148 US-Dollar und das mittlere Familieneinkommen erreichte die Höhe von 71.988 US-Dollar. Das Durchschnittseinkommen der Männer betrug 48.553 US-Dollar, gegenüber 31.703 US-Dollar bei den Frauen. Das Pro-Kopf-Einkommen in Doylestown war 32.249 US-Dollar. 4,4 % der Bevölkerung und 2,5 % der Familien hatten ein Einkommen unterhalb der Armutsgrenze, davon waren 1,7 % der Minderjährigen und 9,6 % der Altersgruppe 65 Jahre und mehr betroffen.

## Verkehr

### Eisenbahn und Bus
Doylestown ist mit Philadelphia durch die Linie R5 der SEPTA Regional Rail und die Buslinie 55 verbunden. Der Bahnhof in Doylestown ist die Endstelle der Linie R5. in Die Stadt unterhält ein kleines System des öffentlichen Nahverkehrs mit dem Namen DART, das im März 2006 aus einer einzigen Buslinie bestand und überwiegend von Älteren benutzt wird.

### Flugzeug
Doylestown Airport liegt etwa 5 km nördlich des Stadtzentrums an den Pennsylvania State Routes PA 611 und PA 313.